# Mesochorus minowai
Mesochorus minowai là một loài tò vò trong họ Ichneumonidae.